# نور آداد
نور آداد پیشوای قبایل زاموآ و از مقدمترین پیشوایان سلسله جبال زاگرس، در سال ۸۸۱ پ.م. بود. او در پیکاری نابرابر مردم دهکده‌اش را گرد خویش جمع کرد و جنگجویانش حصاری بر پا داشته و گردنهٔ بابیته را مسدود کردند؛ ولی ظاهراً آشورناسیراپال‌دوم به نورآداد فرصت نداد تا استحکامات حصار را به پایان رساند و با نیروی عظیمی که از حیث شمار بر نورآداد برتری داشت از گردنه گذشت و به مرکز زاموآ نفوذ کرد. نورآداد به روش دیرین به کوه‌ها پناه برد.

## حملات آشوریان
آشورناسیراپال‌دوم تا کوه نسیر به پیش راند و سه پادشاهی کوچک زاموایی داگارا، بوناسی و بارا را بر سر راه خویش تار و مار کرد و در پایان سال - ۸۰۰ پ.م. - قلعهٔ بارا در اینجا قرارداشت و این قلعه اقصا نقطهٔ شمال شرقی آشور و بابل بود. ناسیراپال‌دوم تعدادی دام هم به دست آورد آنگاه امرای زاموا از پایداری خودداری کردند و ناسیراپال ایشان را به حال خود گذاشت تا حکمرانی کنند ولی آن سرزمین‌ها را به ایالت آشوریی که ایجاد کرده بود منضم ساخت و خراج گرانی از اسب و سیم و زر وضع کرد. گذشته از اینها مالیات‌های جنسی مرسوم عوارض ساختمانی را نیز در آن نقاط بر قرار نمود. خراجی به صورت اسب، نقره، طلا و سپس مالیات‌های ارضی و جنسی مانند غلات، کاه را وضع نمود.

### عواقب حملات

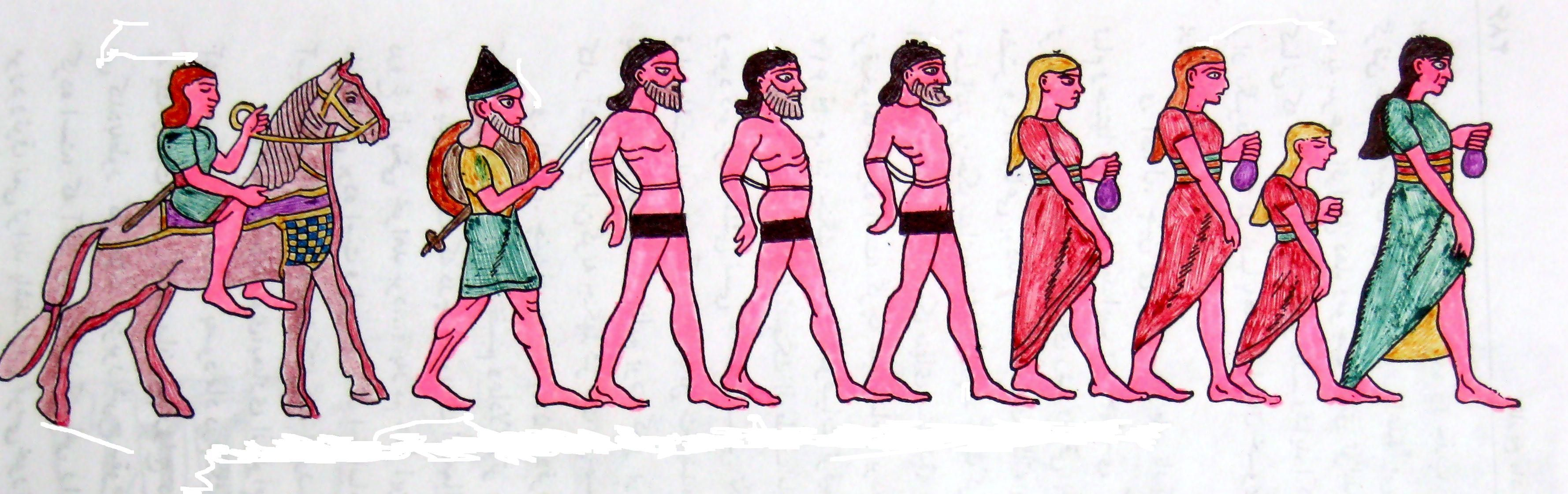
بردن اسیران تحت‌الحفظ سلمنسر سوم

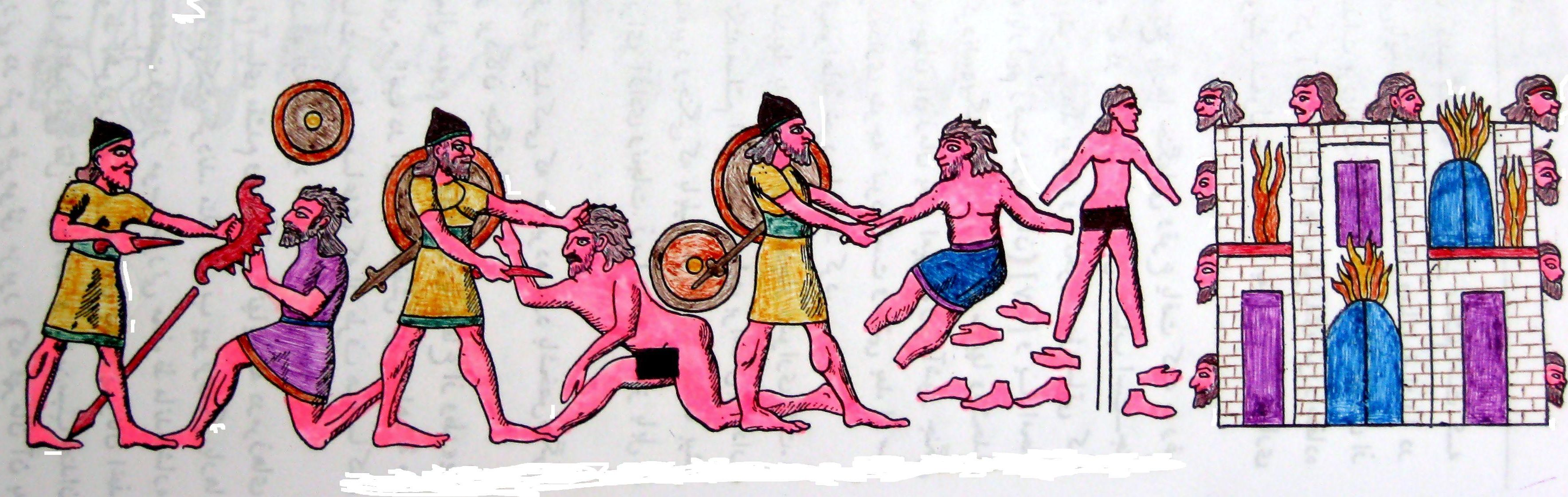
کشتار مغلوبان توسط آشوریان سلمنسر سوم

حملات تنبیهی آشوریان بسیار خشن بوده و در مواقع تسلّط اثری از سکنهٔ کشور مفتوح بر عرصهٔ خاک باقی‌نمی‌ماند. حملهٔ سال ۸۸۰ پ.م. نقاط مسکونی زاموآ با خاک یکسان شد و جنگجویان محلی پس از اسارت با انواع شکنجه‌ها معدوم و کودکان زنده در آتش سوختند. مردان و زنان کار آمد به بردگی رفتند.
اوضاعی که سال‌نامه‌های آشورناسیراپال‌دوم از وضع ساکنان زاگرس به تصویر می‌کشند فقط جنبهٔ سیاسی آن دوران را شرح می‌دهند و هیچ خبری از عقاید و آداب و رسوم سرزمین‌های مفتوح را گزارش نمی‌کنند فقط ذکر نام کوه نسیر و پهلو گرفتن کشتی نوح بر این کوه، باورهای اقوام ایرانی در آن دوران به‌طور نسبی مشخص می‌شود که به زندگی آنجهانی اعتقاد داشتند. زاموآ در آغاز هزارهٔ اول پ. م چنین بافتی داشت. احتمالاً کیش مزدیسنا در میان برخی قبایل رایج بوده‌است.
در الواح خبری از اشتغال، اقتصاد، روابط متقابل ساکنان دهکده‌ها با یکدیگر و مراودهٔ یکجانشینان با قبایل صحراگردان چیزی مشهود نیست، از غارت دام‌ها معلوم می‌شود که اغلب سکنهٔ زاموآیی به دامداری و شبانی اشتغال داشته و در نگهداری حیوانات اهلی و مفید اهتمام داشتند و نتیجتاً از پشم دام‌ها در کار ریسندگی و بافندگی استفاده می‌شده.
در کنار باج و خراج‌های سیمین، زرین و مفرغی از منسوجات پشمی‌ملوّن نیز یاد می‌شود. سفالگری نیز سابقهٔ طولانی در میان ایرانیان داشته و سفالینه‌های ملوّن مکشوف در دینور و قمرود هنر چند هزار سالهٔ سفالگری را به ثبوت می‌رسانند.
پیرامون سال‌های ۸۸۳ تا ۸۸۱ زاموآ به دو ایالت پارسوآ و ماننا تجزیه گشت.

## وجه تسمیه
الواح گلی آشور ناسیراپال دوم پیشوای زاموایی را با دو اسم یا لقب خطاب می‌کنند، نورآداد و ناسیکو. هر دو اسم بزبان اکدی بوده و نورآداد در زبان آذری و فارسی ممکن است مفهوم داشته باشد. امّا ناسیکو به نظر می‌رسد تلفظ درست آن ناشی‌کو باشد که به مفهوم غیره حرفه‌ای یا تازه‌کار است.